# OpenMG
OpenMG（オープンエムジー）とは、ソニーが開発した、パソコン上でデジタル音楽データを管理・保護する為のソフトウェア技術の名称。 DRM技術の一つ。
ソニーの登録商標でもある(日本国 第4368293号・第4577791号・第4829750号)。
姉妹技術としては、「OpenMG Light」と「OpenMG X」があり、本稿で述べる。

## 概要
業界団体であるSDMI(Secure Digital Music Initiative)のポータブルプレーヤー仕様 Ver.1.0に準拠した規格で、ソニーが開発し、1999年2月に発表された。
対応ソフトウェア(「OpenMG Secure Module」を使えるようにしたものがほとんど)と対応ハードウエア(OpenMG対応ポータブルプレーヤー等)によって構成される。なお、ソフトウェア自体は単体でも動作する。
パソコンに音楽を取り込む、又はネットワーク上からダウンロードする際、音楽を暗号化した上でハードディスク等の記憶媒体に記録する(音楽の圧縮をする場合は暗号化の前に圧縮)。技術情報はLGPLに基づいて公開（英語のみで提供）されていた。
ATRAC3と組み合わせて用いられることが多いが、それ以外にMP3、WMA、WAV、AAC(OpenMG AAC Add-On Moduleが必要）等のフォーマットとも組み合わせることができる。
対応機器にコピー(「転送」)する場合は、対応ソフトウェアを用いて行う。なお、コピーは1世代(パソコンから対応機器のみ)に限られる。
それ以外の方法でコピーした場合、例えば、同一記憶媒体内の別のディレクトリにファイルを移動させた場合も、ファイルの保存場所を記録して管理しているため、再生できない。
バックアップを取る際は、専用のソフトウェアを使用するか(「OpenMG Jukebox」の場合、曲ごと個別にバックアップをとることはできない。)、ディスクイメージ全体をバックアップする必要がある。
コピー回数(パソコンのファイルを除き、3つまで)の制限が可能で、他の機器にコンテンツをコピー（「チェックアウト」）したものを、コピー元の機器とつないだ状態で特定の方法で削除（「チェックイン」）することで、コピー制限回数を回復できる。

### 主な対応ソフトウェア
- OpenMG Jukebox
- SonicStage
- MAGIQLIP2
- BeatJam
- CONNECT Player
- x-アプリ

## ファイルフォーマット
OpenMGで暗号化されたデータを扱うためのファイルフォーマット。下記以外にもメモリースティック上で使用されるフォーマット（拡張子は.msa、.msf）などがある。

### OpenMG
主にATRAC3を格納するコンテナフォーマット。OpenMG Audio形式の登場により使用されなくなった。拡張子は*.omg。

### OpenMG Audio
ATRAC Audio Deviceに最適化したコンテナフォーマット。転送の高速化や、記録媒体の種類拡大などが図られている。SonicStage 2.1から使われており、SonicStage 3.2以降は非暗号化データも格納されるようになる。拡張子は*.oma。ただし中のデータが暗号化されていないことを明示する目的で*.aa3が使用される場合もある。

## OpenMG Light
モバイル機器向けに、OpenMGではクライアント側で処理していた一部をサーバー側で行うことにより、クライアント側ソフトウェアの軽量化・処理軽減を図った著作権管理・配信システム。
サービスの追加・変更がしやすい構造をとっている。
また、ダウンロード中の通信切断を想定し、レジューム機能も備える。
NTTドコモのPHS向け音楽配信サービス「M-stage music」(月額200円、曲購入は150～350円、通信費別)で、IBMの音楽配信システム「EMMS」と共にベースとされ、2001年1月15日からサービスが提供されたが、対応端末が2機種( 松下通信工業「Picwalk P711m」とソニー「Picwalk SH712m」)のみであったこと、P711mは通話ができなかったことなどから利用者数が伸び悩み、2004年9月末に終了した。

## OpenMG X
OpenMGを音楽以外にも対応させ、パソコン以外のAV機器やゲーム機に直接配信できるようにするなどの改良を行ったもの。OpenMGにおける制限の一部が撤廃された。一部OpenMGとの互換性を有する。
OpenMG Lightと同様、サーバー側とクライアント側に機能を分散させている。
ソフトウェアコンポーネントは、
- 著作権管理情報をコンテンツに付与するモジュール
- コンテンツの著作権管理情報をユーザーに配信するモジュール
- ユーザーの対応アプリケーションで利用されるモジュール

から成っている。

### 採用配信サービス等
- mora - 2012年9月末をもってOpenMG Xでのサービス終了。
- Any music - 2013年1月をもってサービス終了。
- PlayStation BB Navigator ミュージックチャンネル